# Radnice v Borovanech
Radnice v Borovanech, Žižkovo náměstí čp.106–108 v okrese České Budějovice. Budova radnice č.107 je památkově chráněný objekt od roku 1958. Památková ochrana se vztahuje pouze na historickou budovu radnice č.107 bez pozemku a bez novodobějších úprav objektu. Radnice v Borovanech, městě 6 km vzdáleném od Trhových Svin, stojí na severní straně Žižkova náměstí v sousedství dalších památkových objektů, jakým je pranýř, Sousoší svatého Jana Nepomuckého s anděly a zámek. Borovany se staly městečkem v průběhu 16.století.

## Historie
Radnice byla původně postavena jako raně barokní stavba v roce 1685. Ve druhé polovině 18. století byla upravena fasáda. V roce 1827 zde již existovaly tři samostatné stavby sloužící pro potřeby městské radnice. K původnímu baroknímu radničnímu domu č.107 byl připojen na západní straně měšťanský dům č.106 a nakonec byla připojena přístavba č.108 na zadní severní straně, kde dříve býval hostinec. Mezi původním domem radnice a západním domem vznikla přístavba s půlkruhovým vstupním portálem, který budí dojem starobylosti. Dnešní areál borovanské radnice je rozmístěn na dřívějších pěti parcelách a na místě, kde stávaly budovy s různou historií a původním účelem. Oprava budovy radnice probíhala v roce 1932, opravy fasády pak po druhé světové válce v padesátých letech, další v roce 1971. K modernizaci celého komplexu došlo ve 20. století a autorem architektonického řešení přestavby byl architekt Antonín Malec. V budovách sídlí městský úřad.

## Popis
Radnice je jednopatrová obdélníková stavba se dvěma okenními osami, průčelním štítem a cibulově zastřešenou věžičkou. Hlavní průčelí má po stranách pilastry dělené páskem. Ve středu prvního patra je umístěn v rámu obraz svatého Floriána a pod ním v kartuši městský znak, který město získalo od Viléma z Rožmberka. Okna obou podlaží jsou zarámována v šabranách zdobených v horních rozích. Štít s věžními hodinami a se slunečními hodinami zdobí po stranách obelisky a koule na podstavcích. Nově bylo prolomeno v západní fasádě jedno okno v přízemí a jedno okno v prvním patře. Vstup do budovy je ze západu do síně v přízemí a odtud do dalších prostor. Vnitřní prostory radnice jsou zaklenuty valenými klenbami s výsečemi. Za historickým lomeným schodištěm se nachází původní renesanční sál s jednoduchými štukovými stropy. V budově nejsou žádné sklepy.